# Cyperus granitophilus
Cyperus granitophilus là loài thực vật có hoa trong họ Cói. Loài này được McVaugh mô tả khoa học đầu tiên năm 1937.